# 黄帝纪元
黃帝紀元，又稱黄帝曆、軒轅紀年，是種紀年，以黃帝誕生（劉師培）或即位（如宋教仁、現代的道曆）作為紀年之始。後來變成道教曆法所用紀元——道曆，在清朝末期曾獲提倡，但未有廣泛使用。黃帝時代有不同推測時間，紀年起點也有許多不同說法。

## 历史

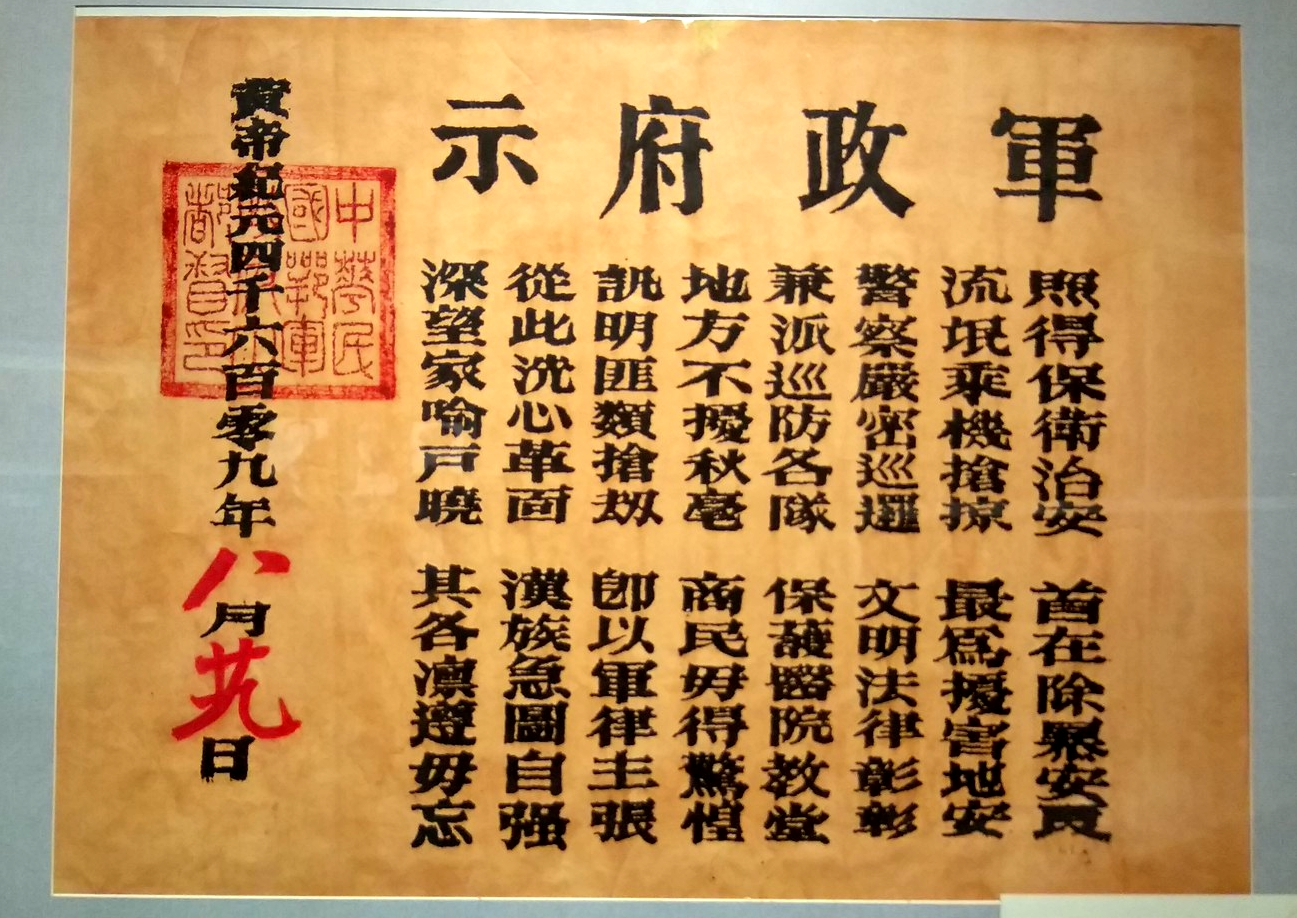
中華民國軍政府鄂軍都督府發布的告示，落款使用黃帝紀元

最早於清光绪29年（公元1903年）由劉師培在《国民日日报》发表“黄帝纪年论”時提出，其反对年号制，同时也反对康有为等变法派主张的孔子纪年。刘师培主张把黄帝诞生的那一年作为纪元元年，光绪29年是黄帝4601年，惟黄帝生卒年月在文献上未有明确记载。清末变法派、革命派都曾使用這種紀元。
中華民國建國時官方認定的黃帝紀元係依宋教仁主张把黄帝即位可能的癸亥年作为纪元元年，把公元1904年作为黄帝4602年，成为主流的黄帝纪元。即清末辛亥年（孔曆2462年，公元1911年）為黃帝4609年，民國元年為黃帝4610年。黃帝紀元比孔子紀元提早2147年，比公元早2698年。依據清華大學法學院凱原中心之提議，軒轅紀年是黃帝即位後以創製曆法的年份甲子年為元年的紀年方式，乃根據黃帝曆、天干地支、《帝王世紀》、《皇極經世》推算出來。軒轅元年應為干支紀年開始的甲子年，公元前2697年剛好是甲子年。軒轅紀元＝公元前＋如2025年為道曆4722年（2025＋2697），如1912年民國元年元旦就是軒轅4609年，農曆新年後須加一，民國元年（公元1912年）2月18日後為黃帝4610年。民國100年（公元2011年）元旦為4708年，同國慶為4709年。
武昌起义后，湖北军政府采用黄帝纪元，各省政府也跟着使用，另民間以中国同盟会机关报《民报》为首，革命派杂志亦采用黄帝纪元。不过，建立共和政府的讨论认为黄帝纪元是帝王纪年法之始，与民主共和精神不相称。孙文就任中华民国临时大总统后，宣布将黄帝纪元4609年11月13日（1912年1月1日）作为中华民国元年元旦，之后黄帝纪元停止使用。目前一些国学机构仍然使用黄帝纪元，并将其称为“中元”。

## 西历对照
| 西历                                                      | 1903 | 1904 | 1905 | 1906 | 1907 | 1908 | 1909 | 1910 | 1911 | 2025                                   |
| --------------------------------------------------------- | ---- | ---- | ---- | ---- | ---- | ---- | ---- | ---- | ---- | -------------------------------------- |
| 干支                                                      | 癸卯 | 甲辰 | 乙巳 | 丙午 | 丁未 | 戊申 | 己酉 | 庚戌 | 辛亥 | 甲辰                                   |
| 傳統說法 以西元前2697年（甲子年）為元年                   | 4600 | 4601 | 4602 | 4603 | 4604 | 4605 | 4606 | 4607 | 4608 | 4721（農曆新年前）或4722（農曆新年後） |
| 《民报》 以西元前2698年（癸亥年）為元年                   | 4601 | 4602 | 4603 | 4604 | 4605 | 4606 | 4607 | 4608 | 4609 | 4722（農曆新年前）或4723（農曆新年後） |
| 《黄帝魂》 以西元前2709年（壬子年）為元年                 | 4614 | 4615 | 4616 | 4617 | 4618 | 4619 | 4620 | 4621 | 4622 | 4733（農曆新年前）或4734（農曆新年後） |
| 《江苏》等报刊 以西元前2489年（壬辰年）為元年             | 4394 | 4395 | 4396 | 4397 | 4398 | 4399 | 4400 | 4401 | 4402 | 4513（農曆新年前）或4514（農曆新年後） |
| 《中國皇帝黄帝纪元》等报刊 以西元前2997年（甲子年）為元年 | 4900 | 4901 | 4902 | 4903 | 4904 | 4905 | 4906 | 4907 | 4908 | 5021（農曆新年前）或5022（農曆新年後） |
| 《甲子》等报刊 以西元前2999年（壬戌年）為元年             | 4902 | 4903 | 4904 | 4905 | 4906 | 4907 | 4908 | 4909 | 4910 | 5023（農曆新年前）或5024（農曆新年後） |

關於其他版本的黃帝紀年啟用之年如下：

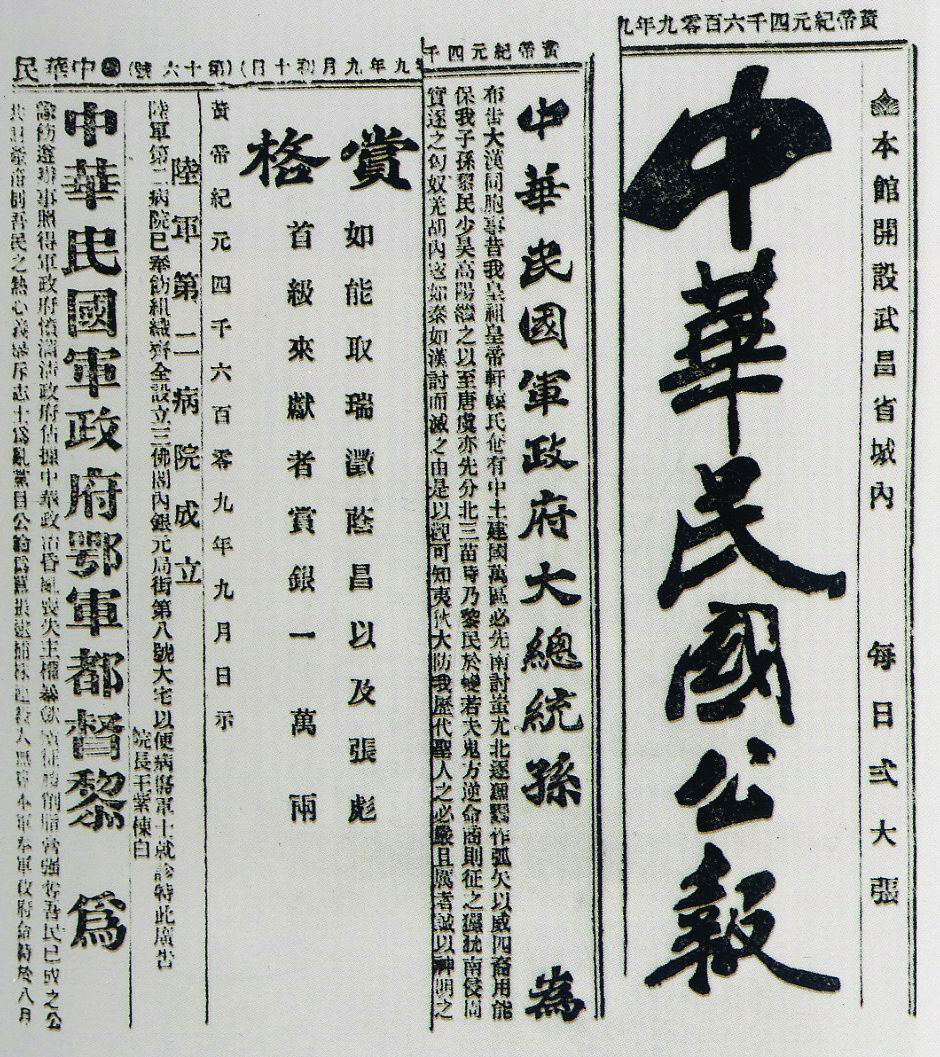
湖北軍政府創辦的《中華民國公報》，日期標註為黃帝紀元4609年9月10日，即西元1912年10月31日

- 《漢書·律曆志》，前3708年（癸酉年）為黃帝紀年的開始[6][7]。
- 《史記正義》，前2509年（壬申年）為黃帝紀年的開始[8]。
- 李式先，前2517年（甲子年）為干支紀年的第一年[9]。
- 張聞玉，前2606年（乙未年）為黃帝紀年的開始[10]。
- 董作賓，前2674年（丁亥年）為黃帝紀年的開始[11]。
- 張廣志，前2987年（甲辰年）或前2980年（辛亥年）為黃帝紀年的開始[12]。

## 其他紀年
歷史上還曾出現過類似並仿造基督紀年之其他紀年法，如
- 黄帝紀年（直譯Yellow Emperor Calendar / Anno Imperatoris Flavi）以黃帝登基為開始，前2697年＋AD＝AIF。
- 唐堯紀年（直譯Anno Neii）以堯帝登基為開始，前2156年＋AD＝AN。
- 共和紀年（直譯Anno Gonhoi）以共和行政為開始，前841年＋AD＝AG。
- 孔子紀年（直譯Anno Confucii）以孔子誕生為開始，前551年＋AD＝AC。
- 統一紀年（直譯Anno Unitatis）以秦始皇建立秦朝為開始，前221年＋AD＝AU。
- 建元紀年（直譯Anno Jianyuani）以建元元年（中國歷史上最初的成型年號）為開始，前140年＋AD＝AJ。
- 六十甲子：紀年以黃帝紀元後建立天干地支為開始，來自公元前2997年＋AD，以黃帝紀元格里曆（5021年：農曆新年前或5022年：農曆新年後）開始計算，其餘月份安排等與農曆相同。換算方法為格里曆年份＋2997為干支年份，如2025年，則為干支2025＋2997＝5022年。[14][15]

## 轉換方法
西元紀年十天干十二地支以年份換算的是減去分別在西元前2997年農曆癸亥年時起即由為六十甲子紀年法或者以西元纪年+2697年（黄帝诞辰年）=黄帝纪年（农历新年+1）。
| 年號 | 元年     | 2        | 3        | 4        | 5        | 6        | 7        | 8        | 9        | 10       | 11       | 12       |
| ---- | -------- | -------- | -------- | -------- | -------- | -------- | -------- | -------- | -------- | -------- | -------- | -------- |
| 西元 | 前2996年 | 前2995年 | 前2994年 | 前2993年 | 前2992年 | 前2991年 | 前2990年 | 前2989年 | 前2988年 | 前2987年 | 前2986年 | 前2985年 |
| 干支 | 甲子     | 乙丑     | 丙寅     | 丁卯     | 戊辰     | 己巳     | 庚午     | 辛未     | 壬申     | 癸酉     | 甲戌     | 乙亥     |
| 生肖 | 鼠       | 牛       | 虎       | 兔       | 龍       | 蛇       | 馬       | 羊       | 猴       | 雞       | 狗       | 豬       |
| 年號 | 13       | 14       | 15       | 16       | 17       | 18       | 19       | 20       | 21       | 22       | 23       | 24       |
| 西元 | 前2984年 | 前2983年 | 前2982年 | 前2981年 | 前2980年 | 前2979年 | 前2978年 | 前2977年 | 前2976年 | 前2975年 | 前2974年 | 前2973年 |
| 干支 | 丙子     | 丁丑     | 戊寅     | 己卯     | 庚辰     | 辛巳     | 壬午     | 癸未     | 甲申     | 乙酉     | 丙戌     | 丁亥     |
| 生肖 | 鼠       | 牛       | 虎       | 兔       | 龍       | 蛇       | 馬       | 羊       | 猴       | 雞       | 狗       | 豬       |
| 年號 | 25       | 26       | 27       | 28       | 29       | 30       | 31       | 32       | 33       | 34       | 35       | 36       |
| 西元 | 前2972年 | 前2971年 | 前2970年 | 前2969年 | 前2968年 | 前2967年 | 前2966年 | 前2965年 | 前2964年 | 前2963年 | 前2962年 | 前2961年 |
| 干支 | 戊子     | 己丑     | 庚寅     | 辛卯     | 壬辰     | 癸巳     | 甲午     | 乙未     | 丙申     | 丁酉     | 戊戌     | 己亥     |
| 生肖 | 鼠       | 牛       | 虎       | 兔       | 龍       | 蛇       | 馬       | 羊       | 猴       | 雞       | 狗       | 豬       |
| 年號 | 37       | 38       | 39       | 40       | 41       | 42       | 43       | 44       | 45       | 46       | 47       | 48       |
| 西元 | 前2960年 | 前2959年 | 前2958年 | 前2957年 | 前2956年 | 前2955年 | 前2954年 | 前2953年 | 前2952年 | 前2951年 | 前2950年 | 前2949年 |
| 干支 | 庚子     | 辛丑     | 壬寅     | 癸卯     | 甲辰     | 乙巳     | 丙午     | 丁未     | 戊申     | 己酉     | 庚戌     | 辛亥     |
| 生肖 | 鼠       | 牛       | 虎       | 兔       | 龍       | 蛇       | 馬       | 羊       | 猴       | 雞       | 狗       | 豬       |
| 年號 | 49       | 50       | 51       | 52       | 53       | 54       | 55       | 56       | 57       | 58       | 59       | 60       |
| 西元 | 前2948年 | 前2947年 | 前2946年 | 前2945年 | 前2944年 | 前2943年 | 前2942年 | 前2941年 | 前2940年 | 前2939年 | 前2938年 | 前2937年 |
| 干支 | 壬子     | 癸丑     | 甲寅     | 乙卯     | 丙辰     | 丁巳     | 戊午     | 己未     | 庚申     | 辛酉     | 壬戌     | 癸亥     |
| 生肖 | 鼠       | 牛       | 虎       | 兔       | 龍       | 蛇       | 馬       | 羊       | 猴       | 雞       | 狗       | 豬       |

## 文內注釋
1. ↑  黃金麟. . 聯經出版事業公司. 31 January 2001: 195. ISBN 978-957-08-2169-7.
2. ↑  許紀霖. . 三聯書店(香港)有限公司. 8 January 2018: 82. ISBN 978-962-04-4226-1.
3. ↑  .   [2023-01-20]. （原始内容存档于2023-01-20）. 在清末的十餘年間，黃帝紀年雖然成為革命時尚，但對於黃帝紀年的起始之點卻有著不同的說法。如嚴復說以1898年為黃帝紀年4386年，則黃帝起始年為公元前2488年。劉師培說以1903年為黃帝紀年4614年，則黃帝起始年為公元前2711年。《江蘇》等刊說以1903年為黃帝紀年4394年，則黃帝起始年為公元前2491年。同盟會祭黃陵文說以1908年為黃帝紀年4605年，則黃帝起始年為公元前2697年。宋教仁依據《皇極經世》、《通鑑輯覽》等文獻考證，以1905年為黃帝紀年4603年，並得到了革命黨人的贊成而廣為流傳，也為孫中山通電改採用的說法，其黃帝起始年為公元前2698年。
4. ↑  .   [2015-03-07]. （原始内容存档于2016-03-04）.
5. ↑  .   [2015-11-13]. （原始内容存档于2019-06-09）.
6. ↑  班固.  . 维基文库, 1. 又言黃帝至元鳳三年六千餘歲。丞相屬寶、長安單安國、安陵桮育治終始，言黃帝以來三千六百二十九歲，不與壽王合。
7. ↑  . 新西部,2019(1):: 86-89.
8. ↑  張守節.  . 维基文库. 太史公作史記，起黃帝、高陽、高辛、唐堯、虞舜、夏、殷、周、秦，訖於漢武帝天漢四年，合二千四百一十三年。
9. ↑  . 陜西天文臺臺刊1990年第1期: 9-12.
10. ↑  . 貴州社會科學2002年第1期: 108-111.
11. ↑  董作賓《中國上古史年代》
12. ↑  .   [2017-04-26].
13. ↑  . 2004-06: 43-50.
14. ↑  . 道教之音.   [2018-06-15]. （原始内容存档于2021-01-27）.
15. ↑  . 道教之音.   [2018-06-15]. （原始内容存档于2021-01-16）.